# Колдуел (окръг, Кентъки)
Окръг Колдуел (на английски: Caldwell County) е окръг в щата Кентъки, Съединени американски щати. Площта му е 901 km², а населението - 13 060 души (2000). Административен център е град Принстън.